# Reimers Torpadie
Reimers Carl Hjalmar Torpadie, född 13 november 1856 i Göteborg, död 24 maj 1922 i Stockholm, var en svensk arméofficer.
Reimers Torpadie var son till majoren Carl Henrik Johan Torpadie och Bertha Margareta Reimers, och brorson till Ludvig Torpadie. Han blev efter mogenhetsexamen i Göteborg 1876 underlöjtnant vid Bohusläns regemente 1877, genomgick Krigshögskolan 1880–1882, var generalstabsaspirant 1883–1885, blev kapten i Generalstaben 1891, major där 1898, överstelöjtnant i armén 1903 samt utnämndes till överste i armén och erhöll avsked 1914 med skyldighet att inträda i Generalstabens reserv. Torpadie var stabschef vid Andra arméfördelningen 1895–1899, tillförordnad souschef och souschef vid Lantförsvarsdepartementets kommandoexpedition 1899–1900, stod till chefens för Generalstaben förfogande 1906–1913, var därunder upprepade gånger tillförordnad chef för Lantförsvarsdepartementets kommandoexpedition och 1913–1914 avdelningschef vid Generalstabens organisationsavdelning. Efter avskedet tjänstgjorde Torpadie vid Generalstaben 1914–1922 och var därunder befälhavare för krigshistoriska avdelningen 1917–1918. En lungsjukdom uteslöt Torpadie från trupptjänst och befordran på aktiv stat, men i stabsarbetet gjorde han viktiga insatser. Han var svenska arméns kanske främste expert i militära lag- och författningsfrågor, och hans utformning av bestämmelserna rörande värnplikt och inskrivning skattades högt. Han var livligt intresserad för historik, särskilt krigshistorisk forskning och kom därigenom in på studiet av chiffer. I tydandet av chifferskrift blev han mästare och var på detta område en stor tillgång för Generalstaben. För yngre generalstabsofficerare var han genom sin stora kännedom om lagar, författningar och reglementen en lika välvillig som värdefull rådgivare. Torpadie blev ledamot av Krigsvetenskapsakademien 1904.